# Kawasaki Ki-102
Le Kawasaki Ki-102 (キ102 en japonais) était un chasseur lourd japonais de la Seconde Guerre mondiale, les Alliés le surnommèrent Randy. C'était un avion bimoteur, biplace, possédant un large rayon d'action, développé pour remplacer le Kawasaki Ki-45 Toryu. Trois versions furent planifiées : Le Ki-102a (chasseur de jour), Ki-102b (Attaque au sol) et le Ki-102c (chasseur de nuit). Le Randy aurait constitué un excellent remplaçant si son développement n'avait pas coïncidé avec la débâcle du Japon.

## Conception
Le projet Ki-102 commença en 1942 à la suite d'une demande de l'Armée impériale pour remplacer le chasseur lourd Kawasaki Ki-45 Toryu. Kawasaki répondit tout naturellement au cahier des charges en améliorant la cellule du Toryu et donna ainsi naissance à 3 prototypes de chasseurs monoplaces bimoteurs qui recevront la désignation Kawasaki Ki-96 en septembre 1943. Mais le Ki-96 restera à l'état de prototype, l'Armée n'ayant pas donné son accord pour la production en série.
Cependant, les ingénieurs de la firme nippone réutiliseront leurs travaux sur le Ki-96 en l'améliorant. Un nouveau prototype fut prêt en mars 1944 pour son vol d'essai, sous la désignation Ki-102. Ce prototype, désigné Ki-102b, était armé d'un canon de 57 mm dans le nez alimenté à 150 coups, en plus des deux canons de 20 mm et de la mitrailleuse de défense de 12,7 mm. Bien que plus lent que son aîné, une présérie de 20 exemplaires fut commandée par l'Armée Impériale avant de lancer la production en masse en octobre 1944. Le Ki-102 sera plus apprécié en tant qu'avion d'assaut qu'en tant que chasseur en raison de la faiblesse de ses moteurs.
Pendant les vols d'essai aux alentours de Tachikawa, le Ki-102 révéla qu'il pouvait détruire un moteur de B-29 Superfortress en un coup de canon de 57 mm. Avec l'amélioration des performances d'altitude des Superfortress, la version Ki-102a se vit équipée de turbocompresseurs et de moteurs plus puissants de 1600 ch qui, avec un poids allégé, lui autorisait une altitude d'interception de 13 000 mètres. Bien que le Ki-102 ait été mis en production d'urgence, les aléas de la guerre ne permirent la production que de 26 appareils de type « 102a », qui seront très craints par les équipages de B-29.
Une version de chasse de nuit, désignée Ki-102c a également été construite. Elle était équipée d'un radar d'interception AI, de 2 canons de 30 mm tirant vers l'avant et de deux autres de 20 mm tirant à 45° vers le haut. Les 2 seuls prototypes de cette variante furent détruits durant un bombardement en juin 1945.

## Service

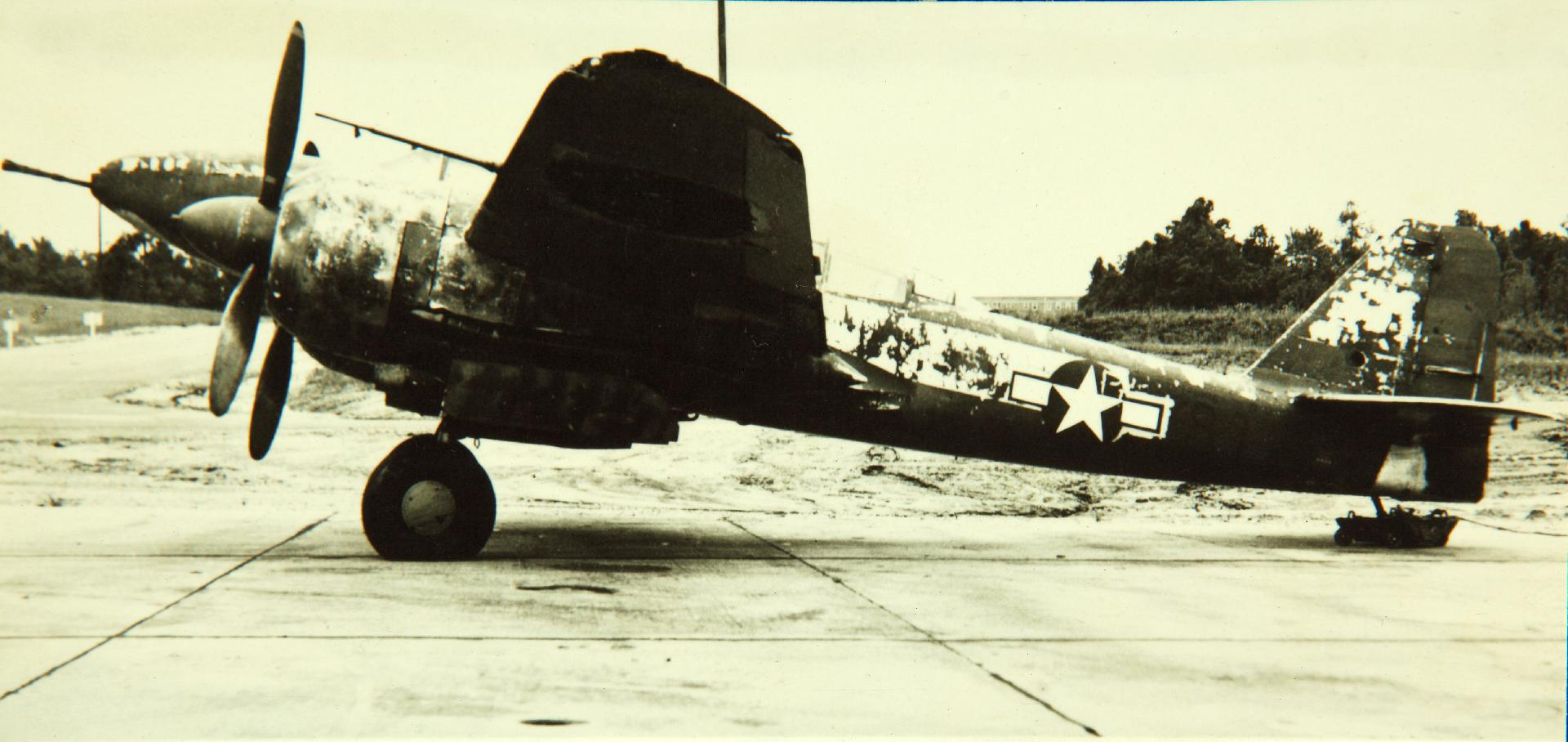
Un Ki-102 prise de guerre de l'USAAAF après la capitulation du Japon.

Le Ki-102 entre en service en novembre 1944, mais son impact sur le conflit restera limité du fait de sa production limitée au total à 218 exemplaires. La version la plus produite (Ki-102b), sera en effet réservée à la protection du Japon mais tirera quand même sa part de gloire durant la bataille d'Okinawa. À noter, que le Ki-102 aurait dû être la plate-forme de tir pour le missile guidé air/sol Igo-1-B (en), mais le projet fut annulé au moment de la capitulation de l'archipel.

## Variantes
- Ki-102 : prototypes, 3 appareils construits
- Ki-102a : Similaire au 102b, mais équipé de turbocompresseurs pour les hautes altitudes. Le canon de 57 mm est remplacé par un de 37 mm, et la mitrailleuse de défense de 12,7 mm est enlevée pour alléger l'appareil. 26 exemplaires produits.
- Ki-102b : Version d'attaque au sol similaire au prototype, exception faite de la roulette de queue. 207 construits.
- Ki-102c : Version de chasse de nuit avec un fuselage et une envergure allongés. Équipé d'un radar d'interception sous un radôme de plexiglas, de 2 canons à tir oblique vers le haut de 20 mm en plus des 2 canons de 30 mm tirant en chasse. 2 prototypes construits.
- Ki-108 : Prototype de chasseur de haute altitude avec une cabine pressurisée. 2 Ki-102b seront modifiés ainsi en utilisant en plus les améliorations de la version Ki-102c.